# Uniface
Uniface je vývojové prostředí pro podnikové aplikace, které místo tradičního psaní kódu využívá uživatelské GUI a konfigurace. Řadíme je k LCDP platformám. Hotové aplikace lze provozovat v široké škále běhových prostředí, včetně mobilních, sálových, webových, SOA, Windows, Java EE a .NET. Uniface je modelem řízené RAD prostředí používané k vytváření kritických aplikací.

## Podporované technologie
Aplikace Uniface jsou platformně a databázově nezávislé. Uniface poskytuje framework, který umožňuje aplikacím Uniface se integrovat se všemi hlavními DBMS produkty, jako jsou Oracle, Microsoft SQL Server, MySQL a IBM DB2. Uniface také podporuje souborové systémy, jako jsou RMS (HP OpenVMS), sekvenční soubory, textové soubory operačního systému a celou řadu dalších technologií, jako jsou produkty založené na sálových počítačích (CICS, IMS), webové služby, e-maily SMTP a POP, adresáře LDAP, .NET, ActiveX, programy COM (Component Object Model), C (++) a Java.

## Použití
Uniface lze použít ve složitých systémech, které udržují důležitá podniková data podporující kritické obchodní procesy, jako je prodejní místo a online nakupování na webu, finanční transakce, správa mezd a kontrola zásob. Aplikace Uniface mohou být typu klient/server, ale i webové, pro vstupy dat i workflows nebo portály, implementace, ke kterým se přistupuje lokálně, prostřednictvím intranetů nebo internetu.

## Vývoj a verze
Produkt původně vyvinula nizozemská společnost Inside Automation, později Uniface B.V., v roce 1994 jej získala společnost Compuware Corp. a v roce 2014 společnost Marlin Equity Partners. Nyní je Uniface B.V. nezávislou společností, její ředitelství je v Amsterodamu.
Uniface verze 3 (1986)Uniface 3 byl první veřejný release. Ten zajišťoval podporu pro několik databází (RMS, Oracle, C_ISAM, Ingres a RDB), nasazení virtuálních strojů a editor struktury neboli?? textový a příkazový editor Uniface.
Uniface 10 (2015)Uniface 10 poskytl nově přepsané vývojové prostředí založené na standardních koncepcích integrovaného vývojového prostředí (IDE). V květnu 2015 bylo zveřejněno první vydání Uniface 10 pro první uživatele, kteří testovali a vyvíjeli webové aplikace. Plná podniková edice Uniface 10 byla vydána v září 2016. Tato edice již umožňuje vývoj mobilních a klient–serverových aplikací a řešení umožňující migrovat stávajícím zákazníkům jejich aplikace do Uniface 10.
V České republice mají dlouholeté zkušenosti s vývojovým prostředím Uniface firmy NEXTCOM a FULLCOM systems s.r.o.